# Denner Paulino Barbosa
Denner Paulino Barbosa (Guarulhos, 21 november 1993) – beter bekend als Denner – is een Braziliaans voetballer die doorgaans speelt als linkerverdediger. In augustus 2024 verruilde hij Grêmio Maringá voor Itumbiara.

## Clubcarrière
Denner begon pas laat met voetballen bij een topclub, want pas in 2009 sloot de verdediger zich aan bij de jeugd van Corinthians. Na drie jaar werd de jonge linksback doorgeschoven naar het eerste elftal, med door zijn goede prestaties in de beker voor jeugdteams in São Paulo, die dat seizoen was gewonnen door Corinthians. Op 16 augustus 2012 debuteerde Denner in het eerste elftal, toen er in eigen huis met 1–0 werd gewonnen van SC Internacional. Op 1 juli 2013 werd besloten dat Denner voor de duur van drie maanden op huurbasis zou gaan spelen bij Atlético Goianiense. Na drie maanden keerde de verdediger met twee duels achter zijn naam terug bij Corinthians. Hierna speelde Denner in Brazilië voor Bragantino, Boa Esporte, Penapolense, Red Bull Brasil, Cascavel, Portuguesa, São Bento en hierna voor het Portugese Famalicão. In januari 2019 werd Rio Claro de nieuwe club van Denner. Een halfjaar later verkaste hij naar Nacional. Juventus werd in januari 2020 zijn nieuwe club. Hierna speelde hij voor São Bento, Figueirense en Lemense, alvorens medio 2022 terug te keren bij São Bento voor de rest van het kalenderjaar. In januari 2023 verkaste hij naar Operário en een jaar later naar Nova Venécia. Denner ging in mei 2024 voor Grêmio Maringá spelen en in augustus voor Itumbiara.